# Riu de Comallemple
De Riu de Comallemple, tot 2010 Riu de Comallempla, is een rivier in de Andorrese parochie La Massana. In Arinsal vloeit ze samen met de Riu Pollós om zo de Riu d'Arinsal te vormen, een zijrivier van de Valira del Nord.  
In 2010 werd de naam Riu de Comallempla officieel veranderd in Riu de Comallemple, naar het voorbeeld van de gelijktijdige naamswijziging van Comallempla (zie verder) in Comallemple. Dit gebeurde om de orthografie beter te laten aansluiten bij de huidige uitspraak (met aan het eind een sjwa) in plaats van bij de vroegere. Deze wijziging werd toegelicht in de Nomenclàtor d'Andorra van oktober 2010, een toponiemenlijst van de overheid.

## Omgeving
Aan de rivier, die in een zuidwest-noordoostrichting stroomt, bevindt zich het skistation van Arinsal, dat deel uitmaakt van het wintersportgebied Vallnord. Diverse skiliften volgen ruwweg de loop van de Riu de Comallemple, die is genoemd naar Comallemple, een naam waarmee de steile en rotsachtige gezamenlijke zuidflank van de Pic dels Aspres (2562 m) en de Cap de les Canals de Ribanelles (2427 m) worden aangeduid.
Nabij de oorsprong, op de flank van de Portella de les Vaques (2439 m), monden in de Riu de Comallemple respectievelijk het Canal del Port Vell (links) en het Canal del Port (rechts) uit. Een steenworp verder wordt de rivier ook nog gevoed door de bron Font de la Comarca op de linkeroever.

## Afwatering
Riu de Comallemple → Riu d'Arinsal → Valira del Nord → Valira → Segre → Ebro → Middellandse Zee

Allau del Mas · Barranc de la Font Antiga · Barranc del Carcabanyat · Barranc del Clot de les Deveses · Barranc del Llempo · Canal Carnissera · Canal de Cantallops · Canal de la Castelleta · Canal de la Costa de l'Avier · Canal de la Font · Canal de la Font de Gambada · Canal de la Font de l'Angleveta · Canal de la Font del Boix · Canal de la Font del Llop · Canal de la Llosa · Canal de l'Alt (Arinsal) · Canal de l'Alt (Sispony) · Canal de la Mata · Canal de la Peça Rodona · Canal de la Pixistella · Canal de l'Avet · Canal de la Vinya · Canal del Bosc de Coma · Canal del Coll de les Cases · Canal del Coll de Turer · Canal del Corb · Canal del Cortal Vell · Canal de les Boïgues · Canal de les Casasses · Canal de les Claperes · Canal de les Codelles · Canal de les Fijoles · Canal de les Llongues · Canal de les Obagues · Canal de les Veces · Canal de l'Isard · Canal del Jou · Canal del Lloset · Canal de l'Obaga de l'Óssa · Canal del Port · Canal del Port Vell · Canal dels Agrels · Canal dels Banys · Canal dels Boïgals · Canal dels Llomassos · Canal del Solà de les Comes · Canal dels Picons · Canal del Teixó · Canal del Terrer Roig · Canal de Maria · Canal de Palomer · Canal de Peseda · Canal de Serrats · Canal Gran (Arinsal) · Canal Gran (Escàs) · Canal Gran Callisa de Palomer · Canal Pregona (Arinsal) · Canal Pregona (Escàs) · Canals de l'Alt · Canals Males · Riu d'Arinsal · Riu de Comallemple · Riu de Comapedrosa · Riu de Font Amagada · Riu de Galliner · Riu de la Bixellosa · Riu de l'Aspra · Riu del Bancal Vedeller · Riu del Cardemeller · Riu del Cubil · Riu de les Claperes · Riu de l'Estany Negre · Riu del Pla de l'Estany · Riu del Port Dret · Riu del Prat del Bosc · Riu dels Cortals · Riu dels Hortons · Riu del Sola · Riu del Solanyó · Riu de Montmantell · Riu de Padern · Riu de Pal · Riu de Serrana · Riu Muntaner · Riu Pollós · Riu Sec · Torrent de la Cauba · Torrent del Ruïder · Torrent dels Càcols · Torrent de Ribassols · Torrent Ribal · Valira del Nord